# Andrzej Zawadowski

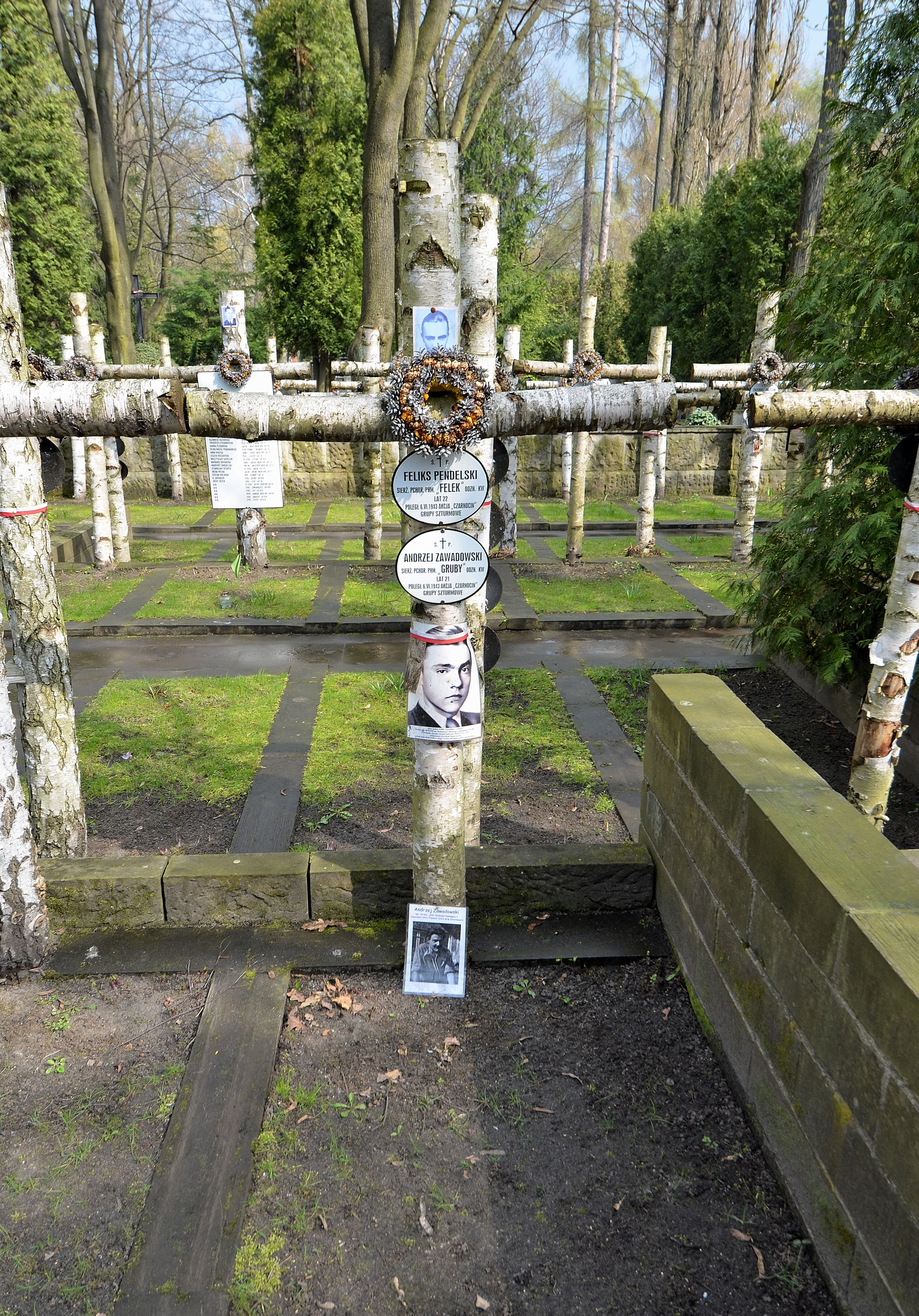
Grób Andrzeja Zawadowskiego i Feliksa Pendelskiego na warszawskim Cmentarzu Wojskowym na Powązkach

Andrzej Witold Teodor Zawadowski ps. „Gruby”, „Andrzej Gruby” (ur. 8 kwietnia 1922 w Warszawie, zm. 6 czerwca 1943 pod Wolą Pękoszewską) – podharcmistrz, sierżant podchorąży Armii Krajowej, komendant hufca „Południe” warszawskich Grup Szturmowych.

## Lata młodzieńcze
Był synem Witolda Zawadowskiego, pułkownika Wojska Polskiego, uczestnika wojny polsko-bolszewickiej, profesora Uniwersytetu Warszawskiego, radiologa w Wojskowym Szpitalu Ujazdowskim oraz Marii Antoniny z d. Jastrzębiec-Popławskiej. Miał czterech młodszych braci, z których dwóch zginęło w czasie II wojny światowej.
Początkowo uczył się w prywatnej szkole Wojciecha Górskiego, a później w I Państwowym Gimnazjum i Liceum im. Stefana Batorego w Warszawie, gdzie zdał maturę w 1939. W 1933 r. wstąpił do 23. Warszawskiej Drużyny Harcerskiej, zwanej „Pomarańczarnią”. We wrześniu 1939 r. wyjechał z matką oraz braćmi do Łucka na Wołyniu. Do Warszawy powrócił na początku 1940 r.

## Konspiracja
W Szarych Szeregach od wiosny 1941 roku. W tym samym roku podjął studia w Państwowej Szkole Budowy Maszyn. Należał do Organizacji Małego Sabotażu „Wawer”. Po stworzeniu Grup Szturmowych działał w Hufcu Centrum. Ukończył pierwszy turnus tajnej podchorążówki. 3 czerwca 1943 r. został komendantem Hufca Południe, który był plutonem OS „Jerzy”.
Jako członek zespołu zakładającego materiały wybuchowe na torach, brał udział w akcji pod Czarnocinem. Zginął podczas starcia z niemiecką żandarmerią pod Wolą Pękoszewską (dokładnie u zbiegu dróg prowadzących z Chojnaty, Kowies i Woli Pękoszewskiej) wraz z Feliksem Pendelskim „Felkiem”.
Został pochowany wraz z Pendelskim przez miejscowych rolników w przydrożnym grobie. Po wojnie ich ciała ekshumowano i 19 kwietnia 1946 złożono we wspólnym grobie w kwaterze batalionu „Zośka” na Cmentarzu Wojskowym na Powązkach w Warszawie (kwatera A20-6-10).

## Odznaczenia
Pośmiertnie odznaczony Krzyżem Walecznych i awansowany do stopnia sierżanta podchorążego.